# MSC World America
Le MSC World America est un navire de croisière. Il appartient à la compagnie MSC Croisières.
Il a été construit aux Chantiers de l'Atlantique de Saint-Nazaire en France.
Le MSC World America est le second navire de classe World de MSC Croisières. Il succède au MSC World Europa. Deux autres navires jumeaux doivent également être construits, respectivement en 2026 et 2027. Ils auront pour noms MSC World Asia et World Atlantic.
Il est mis en service le 27 mars 2025. 